# Afranthidium poecilodontum
Afranthidium poecilodontum là một loài Hymenoptera trong họ Megachilidae. Loài này được Mavromoustakis mô tả khoa học năm 1934.